# Warnen
De Warnen (of Varni) waren een Germaanse stam, verwant aan de Saksen, die oorspronkelijk op het Oostzee-eiland Öland leefden. Tijdens de Grote Volksverhuizing trok het grootste deel vrij snel zuidwaarts naar de gebieden rond de benedenloop van de Oder en daarna langzaam verder naar het latere Neder-Silezië. Ook vestigden ze zich in het huidige Mecklenburg.
Er zijn echter ook bewijzen dat een deel van de Warnen nog verder naar het westen trok. In een brief van Theodorik de Grote uit 507 kunnen we lezen dat de Warnen omstreeks deze tijd aan de Rijnmonding wonen. Rond 540 schrijft de Byzantijnse schrijver Procopius dat Angelen uit Groot-Brittannië en Warnen slag leverden in de delta van de Rijn. Andere bronnen hebben het over een Warnisch Rijk op de noordoever van de Rijn aan het eind van de vijfde eeuw. Dit rijk werd vermoedelijk door de Franken of de Friezen te gronde gericht.
In de negende eeuw werden ook de Warnen aan de Oder onderworpen door de Franken en verdwijnen ze definitief uit de geschiedenisboeken. Mogelijk zijn delen geassimileerd door oprukkende Slaven, waarna ze zich de Varnabi noemen.
Alemannen · Ambivarieten · Ambronen · Ampsivaren · Angelen · Angrivariërs · Asdingen · Baemi · Bajuwaren · Bastarnen · Bataven · Bourgondiërs · Bructeren · Cananefaten · Chamaven · Chasuarii · Chatten · Chattuarii · Chauken · Cherusken · Cimbren · Cugerni · Dulgubnii · Fosi · Franken · Frisii · Gepiden · Goten · Harii · Helisiërs · Hermunduren · Herulen · Juten · Lakringen · Lemoviërs · Longobarden · Lugiërs · Manimiërs · Marcomannen · Marobudui · Marsi · Mattiakken · Naharvalen · Nemeten · Nerviërs · Ostrogoten · Quaden · Rugiërs · Saksen · Semnonen · Silingen · Sitones · Skiren · Sueben · Sugambren · Suiones · Tencteren · Teutonen · Toxandriërs · Triboken · Tubanten · Tudri · Tungri · Ubiërs · Usipeten · Vandalen · Vangionen · Visigoten · Volcae · Warnen
Germani cisrhenani:
Caerosi · Condrusi · Eburonen · Paemani · Segni
Stamverenigingen:
Herminones · Ingvaeones · Istvaeones